# Klement Wauver
Klement Wauver, někdy uváděný též jako Klementin, Kliment nebo Wauwer, byl františkán působící v české františkánské provincii v polovině 18. století. V pramenech je zaznamenán především jako učitel - lektor na klášterních františkánských studiích. V letech 1741–1745 byl jedním ze dvou lektorů filozofie na františkánské škole v Jindřichově Hradci. Následně bratr Klement „povýšil“ na lektora teologie, kterou vyučoval v blíže neznámém konventu v roce 1748. Zápisky z jeho přednášek z morální teologie si tehdy pořídil františkánský student Jan Kapistrán Fuhrmann († 1788). V nezjištěném období a klášteře byl Klement Wauver také místním představeným – kvardiánem. Zemřel 18. dubna 1760 v Kadani.